# Kirchspiel Garding
Kirchspiel Garding är en kommun och ort i Kreis Nordfriesland i förbundslandet Schleswig-Holstein i Tyskland. Kommunen är cirkelformad runt staden Garding.
Kommunen ingår i kommunalförbundet Amt Eiderstedt tillsammans med ytterligare 15 kommuner.